# Surjandaria
El  Surjandaria (en uzbeko: Surxondaryo, en ruso: Сурхандарья Surkhandarya) es un afluente derecho primario del río Amu Darya en Uzbekistán.
Se forma en la confluencia de los ríos Karatag y Toʻpolondaryo cerca de la ciudad Denov. Desemboca en el Amu Darya en la ciudad de Termez. El río tiene una longitud de 175 km (287 km incluyendo su río fuente Karatag) y una superficie de cuenca de 13 500 km2.
Da nombre a la región de Provincia de Surjandaria.

## Flora y fauna
El hábitat natural en la zona del río Surxondaryo consiste en bosques de tugai y cañas, donde se encontraba el tigre del Caspio y abundan los ciervos y jabalíes.